# Luis «El Hueso» Navarro
Luis Navarro (Los Teques, Miranda, 7 de marzo de 1937-ibíd., 30 de agosto de 2015), conocido como El Hueso Navarro, fue un baloncestista venezolano, quien también tuvo éxito en otros deportes como béisbol, ciclismo y voleibol. Es conocido principalmente por haber anotado 107 puntos en un solo partido de baloncesto en 1957, por lo que recibió el Records Guinness.

## Biografía
Nacido el 7 de marzo de 1937 en el barrio La Estrella en la ciudad de Los Teques en el estado Miranda, y  Se casó con la voleibolista Carmen Bustamante, con quien tuvo tres hijos.
Inició su carrera deportiva en los juegos deportivos estudiantiles de 1948 en Venezuela, y luego integró la selección de Miranda, en la que participó en diversas disciplinas. En el Campeonato Nacional de Baloncesto que se llevó a cabo el 11 de agosto de 1957 en Nuevo Circo de Caracas, anotó 107 puntos de los 109 con el que su equipo ganó a la selección de Nueva Esparta, tras esta hazaña recibió una mención en el Records Guinness. Entre las décadas de los años cincuenta y sesenta del siglo XX, también tuvo éxito como lanzador en la categoría doble A en equipos de béisbol de Caracas. En 1960, se construyó el primer gimnasio en la avenida Bermúdez de la ciudad de Los Teques, que lleva su nombre en su honor como atleta y deportista. Después de que dejó de practicar el atletismo, empezó a entrenar a deportistas y además fungió como director de deportes del estado Miranda. En 2011, fue reconocida su trayectoria deportiva con el galardón Buen Deportista de Venezuela de los YMCA. Navarro falleció el 30 de agosto de 2015 en Los Teques.